# Jaskółka australijska
Jaskółka australijska (Hirundo neoxena) – gatunek ptaka z rodziny jaskółkowatych (Hirundinidae). Nie jest zagrożony wyginięciem.  
Osiąga długość 13–17 cm i masę 12–17 g. Występuje głównie w Australii – preferuje tereny w pobliżu wody oraz nadmorskie jaskinie. Gniazduje pojedynczo lub w małych koloniach; poza okresem lęgowym żyje stadnie. Jest gatunkiem częściowo wędrownym. W latach 50. XX w. jaskółka australijska zasiedliła Nową Zelandię.

## Podgatunki
Wyróżnia się dwa podgatunki:
- H. neoxena carteri – południowo-zachodnia Australia
- H. neoxena neoxena – południowo-środkowa i wschodnia Australia, Tasmania, Nowa Zelandia i okoliczne wyspy

## Status
Międzynarodowa Unia Ochrony Przyrody (IUCN) uznaje jaskółkę australijską za gatunek najmniejszej troski (LC, Least Concern) nieprzerwanie od 1988 roku. Liczebność populacji nie została oszacowana, ale ptak ten opisywany jest jako pospolity. Trend liczebności populacji uznawany jest za rosnący.

## Drapieżniki, pasożyty i choroby
Jastrzębiowate, węże, łasicowate i dzikie koty stanowią główne drapieżniki, które polują na jaskółki australijskie. Szczególnie w Australii węże są najgroźniejszym drapieżnikiem dla tych ptaków. Węże potrafią wspinać się na drzewa, aby dostać się do gniazd i zjeść jaja lub młode ptaki. Według jednego z badań przeprowadzonych w Nowej Zelandii, przypadkiem niepowodzenia lęgu, było naruszenie gniazda w okresie inkubacji. Przypadki te pochodziły od ludzi, ssaków takich jak inwazyjne łasicowate i introdukowane kosy, które żerują na jajach.
W odchodach jaskółek znajdują się różnego rodzaju bakterie i pasożyty, które rozmnażają się w gnieździe i powodują poważne choroby, takie jak histoplazmoza, salmonella, zapalenie opon mózgowych i toksoplazmoza. Odporność na nie zależy od matczynych przeciwciał i odporności zapewnianej przez woreczek żółtkowy wewnątrz jaja.
Jaskółki są znane jako mieszkańcy kolonii dlatego są w grupie wysokiego ryzyka występowania pasożytów, co może być przyczyną niższego sukcesu reprodukcyjnego, ale też wzrostu odporności. Inną chorobą, która wpływa nie tylko na hodowców drobiu, ale również na jaskółki australijskie, jest ospa ptaków. Wirus ten ma dwie formy: skórną (łagodne uszkodzenie) i śluzówkowa (śmiertelną); drób jest zwykle szczepiony na wirusa, ale dzikie zwierzęta nie.